# Sanderson Farms
Sanderson Farms – amerykańskie przedsiębiorstwo z siedzibą w Laurel, zajmujące się produkcją, przetwarzaniem i sprzedażą drobiu. Firma jest trzecim co do wielkości w USA producentem kurczaków wypatroszonych pod względem średniej tygodniowej przetwarzanej wagi. W 2014 roku w zakładach firmy przetworzono 452 mln kurczaków.
Do firmy należy 8 wylęgarni, 7 zakładów produkcji pasz oraz 9 zakładów przetwórczych. Chów brojlerów zlecany jest prywatnym farmom, gdzie kurczaki tuczone są do wieku od siedmiu do dziewięciu tygodni. W 2014 roku firma posiadała kontrakty z 609 prywatnymi farmami zlokalizowanymi w stanach Missisipi, Teksas, Georgia i Karolina Północna.
Przed 1997 rokiem przedsiębiorstwo skupiało się głównie na produkcji małych kurczaków na potrzeby rynków fast foodowych. Od tego roku koncentracja produkcji skupiła się na produkcji większych kurczaków na rynek detaliczny i sektor produkcji żywności. Sanderson Farms zadebiutowała na giełdzie w 1987 roku.